# Mirante do Vale
O Condomínio Edifício Mirante do Vale, também chamado pelo nome fantasia Edifício W. Zarzur, é um arranha-céu localizado na cidade de São Paulo, no Brasil. Por 48 anos, foi o maior edifício do país, além de ter sido o 18.º arranha-céu mais alto da América do Sul, com 170 metros de altura. Projetado pelo arquiteto Waldomiro Zarzur, sua construção começou em 1960 e foi inaugurado em 1966. Após a sua conclusão, manteve o título de maior arranha-céu do Brasil até ser superado pelo Millennium Palace, de Balneário Camboriú, inaugurado em 10 de agosto de 2014.

## História

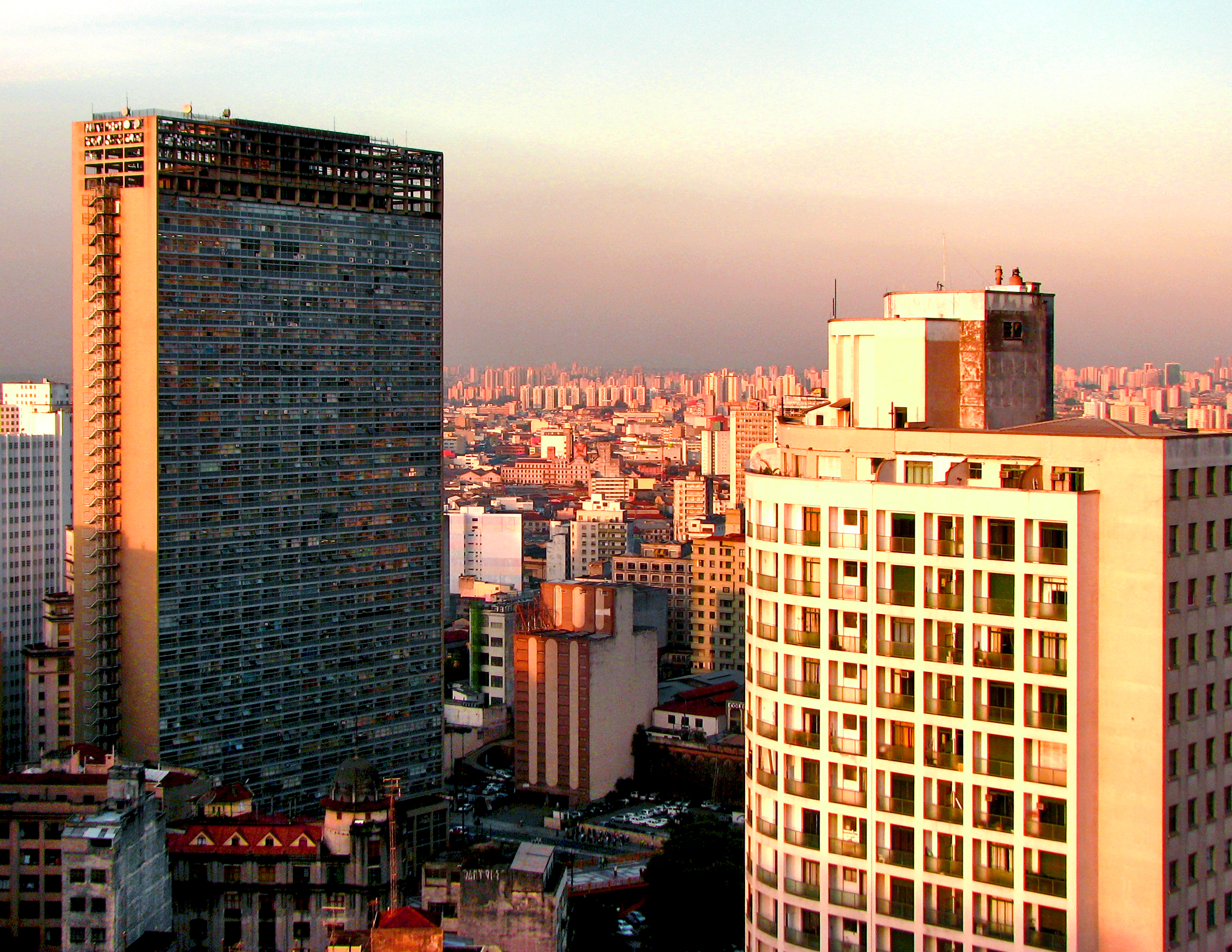
À esquerda, o Edifício Mirante do Vale. Ao fundo, a Zona Leste de São Paulo.

Projetado pelo engenheiro Waldomiro Zarzur juntamente com Aron Kogan, o Mirante do Vale localiza-se na região do Vale do Anhangabaú, possuindo acesso através de três portarias, uma na Avenida Prestes Maia outra na Praça Pedro Lessa e mais uma na Rua Brigadeiro Tobias.
A construção do arranha-céu levou cinco anos. Waldomiro era um engenheiro com considerável experiência. Sua primeira obra, uma casa na Rua Afonso Brás, na Vila Nova Conceição, foi executada quando tinha apenas 21 anos e ainda estudava Engenharia na Universidade Presbiteriana Mackenzie. "Foi encomenda de um tio". Nessa época, a amizade com o também estudante Aron Kogan transformou-se em sociedade — que durou até 1960, quando Kogan foi assassinado e Waldomiro assumiu a empresa.
É possível ter uma visão aérea do Mirante do Vale visitando o observatório da torre do Banespa ou ainda no Terraço Itália, locais de onde parece ser mais baixo. Também pode ser visto de perto no Vale do Anhangabaú, Viaduto do Chá e no Viaduto Santa Ifigênia, este último bem de frente ao edifício. Em algumas épocas após sua finalização o edifício teve a estrutura de concreto vazada no seu topo ocupada por grandes painéis luminosos de diversas marcas, como Fanta e Sharp, entre outras.

### Mudança de nome
Zarzur conta que durante a construção do arranha-céu houve quem tentasse demovê-lo da ideia. "As regras da engenharia não permitiam um prédio tão grande de concreto. Tinha de ser estrutura metálica", lembra. "Depois houve uma campanha desgraçada contra nós; insinuaram até que a construção iria derrubar o Viaduto Santa Ifigênia. Tudo sem qualquer base técnica."
De acordo com Zarzur, essa "boataria difamatória" não foi a única contra o Palácio Zarzur e Kogan. Em 1972, após o trágico incêndio que consumiu o Edifício Andraus, na avenida São João, dizia-se que a próxima vítima seria a "menina dos olhos" de Zarzur. Para dissociar o nome da conotação negativa, o engenheiro decidiu rebatizar o prédio: virou Mirante do Vale. Entretanto, até hoje ele só se refere ao edifício pela denominação original. "Arrependi-me da mudança", conta. "Vou ver se consigo voltar ao que era."
Em 2002, começou uma campanha interna para atribuir ao edifício o nome fantasia de W. Zarzur, em homenagem ao seu idealizador e construtor. A questão foi apreciada em assembleia, que atribuiu ao edifício a denominação fantasia de W. Zarzur. Foi uma forma que os condôminos encontraram para homenagear Waldomiro Zarzur.

### O mais alto de São Paulo
Por não ser muito conhecido pela população, muitas pessoas achavam que o maior edifício de São Paulo era o Edifício Itália ou o Edifício Altino Arantes, antigo prédio do Banespa. O Mirante do Vale está localizado em um vale, e os outros dois estão localizados em áreas mais altas da cidade. O Edifício Altino Arantes, inaugurado em 1947 por Ademar de Barros quando este era governador de São Paulo, foi durante mais de uma década o mais alto da cidade, até ser superado pelo Mirante do Vale, em 1960.